# Пуць
Пуць (пол. Puc) — село в Польщі, у гміні Косьцежина Косьцерського повіту Поморського воєводства.
Населення — 211 осіб (2011).
У 1975-1998 роках село належало до Гданського воєводства.

## Демографія
Демографічна структура станом на 31 березня 2011 року:
|          | Загалом | Допрацездатний вік | Працездатний вік | Постпрацездатний вік |
| -------- | ------- | ------------------ | ---------------- | -------------------- |
| Чоловіки | 107     | 29                 | 73               | 5                    |
| Жінки    | 104     | 24                 | 67               | 13                   |
| Разом    | 211     | 53                 | 140              | 18                   |